# Combretum gillettianum
Combretum gillettianum är en tvåhjärtbladig växtart som beskrevs av Liben. Combretum gillettianum ingår i släktet Combretum och familjen Combretaceae. Inga underarter finns listade i Catalogue of Life.